# Forcipomyia centurio
Forcipomyia centurio är en tvåvingeart som beskrevs av Debenham 1987. Forcipomyia centurio ingår i släktet Forcipomyia och familjen svidknott. Inga underarter finns listade i Catalogue of Life.